# Peter Collins (Ruderer)
Atwood Peter „Porter“ Collins (* 27. Juni 1975 in New York City) ist ein ehemaliger US-amerikanischer Ruderer und dreifacher Weltmeister.
Der 1,96 m große Peter Collins gewann bei den Junioren-Weltmeisterschaften 1993 die Bronzemedaille im Achter. Bei den Weltmeisterschaften 1995 gewann er mit Gold im Vierer mit Steuermann seine erste internationale Medaille in der Erwachsenenklasse. 1996 wechselte er in den US-Achter und belegte bei den Olympischen Spielen 1996 in Atlanta den fünften Platz. Nach einem Jahr ohne internationale Meisterschaftsteilnahme kehrte Collins 1998 in den amerikanischen Achter zurück, der nach dem Weltmeister-Titel 1997 auf vier Positionen umbesetzt wurde. Bei den Weltmeisterschaften 1998 gewann Collins mit dem Achter den Titel, der 1999 mit der gleichen Besatzung verteidigt wurde. Mit einem Neuling, David Simon für Michael Wherley, und acht Weltmeistern von 1998 und 1999 erreichte das US-amerikanische Boot bei den Olympischen Spielen 2000 zwar über den Hoffnungslauf das Finale, belegte aber dort nur den fünften Platz. Peter Collins beendete danach seine Leistungssport-Karriere.